# Cellebrite
Cellebrite Mobile Synchronization Ltd. ist neben MSAB eines der weltweit führenden Unternehmen für digitale Forensik. Die israelische Tochter des japanischen Computerspieleproduzenten Sunsoft produziert Hard- und Software für die Sammlung, Analyse und Verarbeitung von Daten. Bekannt wurden die Unternehmen durch Produkte, die von Regierungen und Ermittlungsbehörden genutzt werden, um sich Zugang zu Mobilfunkgeräten zu verschaffen. Das israelische Techmagazin Ynetnews.com schätzte 2019, dass Cellebrite in seinem Marktsegment 50 % des Weltmarktes beherrschte.

## Produkte
Das „Universal Forensic Extraction Device“ (UFED, etwa universelles forensisches Extraktionsgerät) ist ein mobiles Gerät, mit dem sich an einem beliebigen Ort Daten von mobilen Endgeräten mit den Betriebssystemen Android oder iOS kopieren lassen sollen. Das Gerät soll auch mit Smartwatches, GPS-Geräten und Drohnen funktionieren und kann, wenn es Zugriff bekommt, gelöschte und verschlüsselte Daten auslesen. Auf gesperrte Google Pixel ab Modell 6 und auf denen GrapheneOS mit SW-Stand mindestens Anfang 2023 installiert ist, kann Cellebrites UFED mit Stand Juli 2024 laut ihrer eigenen Cellebrite Premium 7.69.5 Android Support Matrix nicht zugreifen.
Neben Hard- und Software liefert Cellebrite auch Dienstleistungen in Form von automatisierten Analysen der gesammelten Daten (Data-Mining) mit Hilfe von KI-Techniken. Den Kunden wird dafür eine Onlineplattform bereitgestellt, auf die die Daten hochgeladen und auf der die aufbereiteten Ergebnisse einsehbar sind. Die Analysen und Ergebnispräsentationen können auf konkrete Fallumstände zugeschnitten werden. Für die Analyse von Geschehnissen, die sich unter freiem Himmel zugetragen haben, werden beispielsweise unter anderem Bewegungsprofile von Mobiltelefonen, Fahrzeugen und anderen Geräten mit GPS-Erkennung, Daten aus automatischer Nummernschilderkennung und Daten von digitalen Überwachungskameras zusammengeführt. Im Rahmen dieser Datenanalysen trifft das Unternehmen auch Vorhersagen über potenzielle zukünftige Verbrechen.
Neben Regierungen und Behörden stellt Cellebrite seine Produkte und Dienstleistungen auch Firmen zur Verfügung, um Industriespionage zu verhindern und Angestellte zu überwachen.
Cellebrite legt Wert auf die Feststellung, dass die Produkte des Unternehmens nur funktionierten, solange sie mit dem Computernetzwerk dem Unternehmen verbunden seien, und dass das Unternehmen die Produkte „ferngesteuert kontrolliere“.

## Geschichte
Das Unternehmen wurde 1999 von Yuval Aflalo, Yaron Baratz und Avi Yablonka in Petach Tikwa gegründet. Die ersten Produkte waren Geräte zur Datensicherung von und zum Datenaustausch zwischen mobilen Endgeräten. 2007 wurde der Geschäftsbereich „Mobile Forensik“ gegründet, der sich auf Geräte und Techniken zum Auslesen von Daten auf mobilen Endgeräten spezialisierte.
2009 wurde das Unternehmen für 17 Millionen US-Dollar von Sunsoft aufgekauft. Die Gründer schieden aus dem Unternehmen aus, das seitdem von Yossi Carmil und Ron Serber geleitet wird.
Einer breiteren Öffentlichkeit bekannt wurde das Unternehmen 2015 nach dem Terroranschlag in San Bernardino, als das FBI Apple vergeblich aufforderte, das Smartphone eines der Täter zu entsperren, woraufhin die Behörde Cellebrite mit der Entsperrung beauftragte. 2018 wurden 30 % der Anteile am Unternehmen vom israelischen Finanzinvestor IGP erworben. Der Börsenwert des Unternehmens wurde zu diesem Zeitpunkt auf 600 Millionen US-Dollar geschätzt. 2019 wurden die Produkte und Dienste des Unternehmens weltweit für die Aufklärung von 2,5 Millionen Kriminalfällen genutzt. Bestätigte Kunden sind unter anderem die britische, französische und thailändische Polizei, die Polizei von Madrid sowie Polizei und Zoll in Deutschland.
2020 erwarb das Cellebrite für 33 Millionen US-Dollar das US-amerikanische Digitale-Forensik-Unternehmen BlackBag Technologies. 2021 kündigte Cellebrite einen Börsengang mittels einer Special Purpose Acquisition Company an.
Stand 2019 arbeitete Cellebrite an KI-gestützten Technologien, um anhand automatisierter Datenanalyse ein Risiko für zukünftig begangene Verbrechen voraussagen zu können. Stand August 2021 war das Unternehmen weltweit mit 14 Büros vertreten, davon vier in den Vereinigten Staaten und drei in Europa.
Mehrere deutsche Ausländerbehörden setzen auf Basis des § 48 AufenthG Technologien von Cellebrite bei der Durchsuchung von Smartphones und anderen Datenträgern von Ausreisepflichtigen ein.

## Kritik
Menschenrechtsorganisationen werfen dem Unternehmen vor, dass es seine Technologien an Regierungen verkaufe, die damit Oppositionelle bekämpften. Gemäß 2017 an die Öffentlichkeit gelangter Unterlagen gehörten Behörden in Bahrain, Russland, der Türkei und den Vereinigten Arabischen Emiraten zu den Kunden von Cellebrite.
Hacktivisten werfen Cellebrite und auch MSAB vor, dass ihre Tools weltweit gegen Journalisten, Aktivisten und Dissidenten eingesetzt werden und beide Unternehmen sich Menschenrechtsverletzungen durch ihre Kunden bewusst sein müssen. Daraufhin wurden im Januar 2023 durch Hacker mit Unterstützung eines Whistleblowers 1,7 Terabyte interner Dokumente und Dateien von Cellebrite und MSAB im Internet veröffentlicht.